# Sin Wai Kin
Sin Wai Kin, también conocida por Victoria Sin (Toronto, 1991) es una artista visual canadiense que utiliza "ficción especulativa en performance drag, imagen en movimiento, escritura e impresión para repensar actitudes hacia el género, la sexualidad y los discursos históricos de identidad». Es conocida por sus actuaciones inmersivas y su trabajo de drag queen, prácticas que utiliza para "interrumpir los procesos normativos de deseo, identificación y objetivación".

## Biografía
Nació en Toronto, Ontario, Sin Wai Kin se mudó a Londres en 2009. Estudió dibujo en Camberwell College of Arts antes de obtener una maestría en impresión en Royal College of Art en 2017. Sin Wai Kin se interesó por primera vez en el drag a la edad de 17 años visitando bares gay y asistiendo a fiestas drag con sus amigos. Poco después de mudarse a Londres en 2009, Sin Wai Kin se involucró en la escena creativa queer, organizando noches de club con amigos y comenzando a experimentar con el drag. Fue jugando con el drag y deconstruyendo el género que Sin Wai Kin se dio cuenta de que no era binaria.

## Trayectoria
En 2020, Sin Wai Kin coescribió y cantó The Th1ng, un sencillo de Yaeji del álbum 'WHAT WE DREW 우리 가 그려 왔던'.
En 2019, Sin Wai Kin interpretó sus piezas A View From Elsewhere y If I had the words to tell you we would not here now como parte de la 58.ª Bienal de Venecia. También apareció en Kiss My Genders en la Hayward Gallery, una exposición que presenta el trabajo de "más de 30 artistas internacionales cuyo trabajo explora la identidad de género».
En 2018, Sin Wai Kin actuó como parte del programa Park Nights en el Serpentine Pavilion. La performance, titulada El cielo como imagen, una imagen como red, ha sido descrita como "una balada de encarnación, deseo y transformación, usando poesía, drag, ciencia ficción y una banda sonora de Shy One". También ha actuado y expuesto recientemente en Hayward Gallery, Sotheby's S 2, Taipei Center for Contemporary Art, Whitechapel Gallery, el Instituto de Arte Contemporáneo y el Museo RISD. Su obra también fue incluida en la exposición Age of You, en el Museo de Arte Contemporáneo de Toronto en 2019.
En 2017, Sin Wai Kin recibió el premio Ingram Collection Young Contemporary Talent.

## Obra seleccionada
Los muchos proyectos de Sin Wai Kin se basan en la performance, el video, el dibujo, la publicación de fanzines o la escritura de textos breves de ficción especulativa. Su trabajo se ha exhibido en muchas salas y museos (Palais de Tokyo, Tate Modern, Art Basel, Serpentine Gallery, Museo de Arte Contemporáneo de Zagreb, Sotheby's, Bienal de Venecia, entre otros) y ha ganado varios premios.
El trabajo de Sin Wai Kin tiene muchas influencias estéticas, desde referencias estéticas que van desde Jessica Rabbit hasta Marilyn Monroe. Su práctica del drag desestabiliza las nociones esencialistas y binarias de género al enfatizar su naturaleza performativa. Además, según sus propias palabras, su práctica del drag es un mecanismo para "permitir y ocupar espacios predominantemente masculinos y blancos".
A través de su práctica, Sin Wai Kin critica la representación de la feminidad, los estándares de belleza occidentales y la "identificación con imágenes de género y la forma en que invierte los cuerpos". Estos temas se ven en sus obras como toallitas de maquillaje usadas por Sin Wai Kin, que se convierten en "una reliquia de la actuación o trabajo realizado esa noche".
Sin Wai Kin también es conocida por su investigación sobre la ficción especulativa como un lugar para el renacimiento y la representación de la experiencia queer e interseccional. Esto es particularmente evidente en su proyecto Dream Babes, una serie continua de eventos, actuaciones y publicaciones. Está particularmente interesada en la narración como una forma colectiva de contar las experiencias de personas marginadas y el uso de "la ciencia ficción como un medio para visualizar narrativas y estructuras sociales alternativas a las de nuestro propio contexto social".
En marzo de 2021, Sin Wai Kin anunció el final de su personaje "Victoria Sin". El anuncio se hizo a través de la revista digital NOWNESS, que le dedicó el primer episodio de una serie encargada por Art Basel.
Una ficción de Sin Wai Kin es publicada por ediciones Gallimard en La Nouvelle Revue française en mayo de 2021. En este texto, presentado como una "epopeya inquietante pero deliciosa" en la que Sin Wai Kin teje una forma de deseo interespecífico establecido como principio de la vida vegetal y animal.